# Ринговка

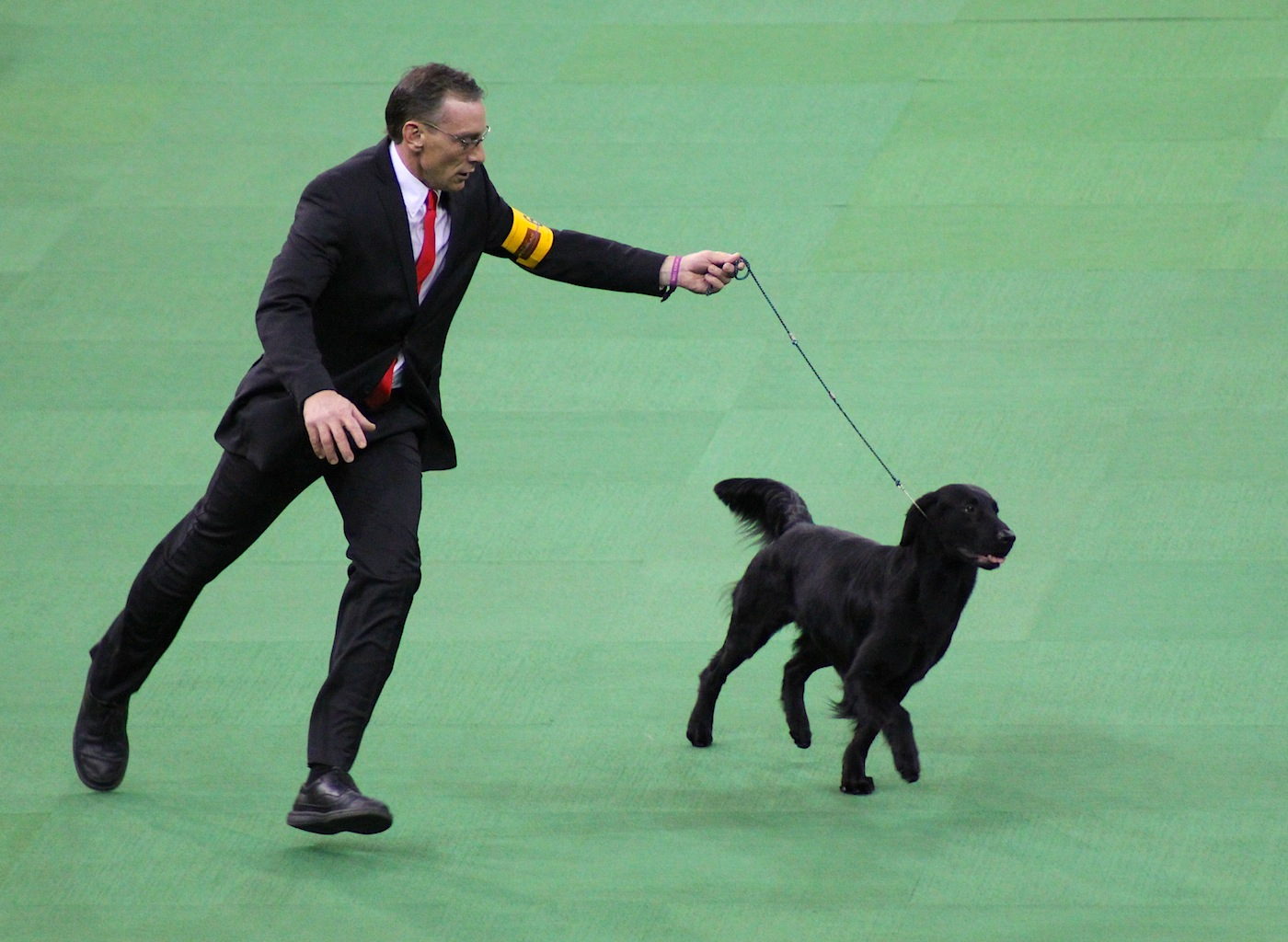
Движение хендлера с собакой на ринговке

Ринго́вка — специальный поводок для удержания и управления собакой при показе в ринге на выставке или племенном смотре собак. Частью ринговки является ошейник или удавка, которую закрепляют за ушами или, широко распустив, кладут на спину, через лопатки на грудь.
Кроме основной функции (удержание и управление) ринговка выполняет декоративную функцию. Её выбирают в тон окраса собаки, костюма хендлера или в контрастных оттенках. Ринговка должна быть узкой, чтобы зрительно не укорачивать шею, легкой и прочной.

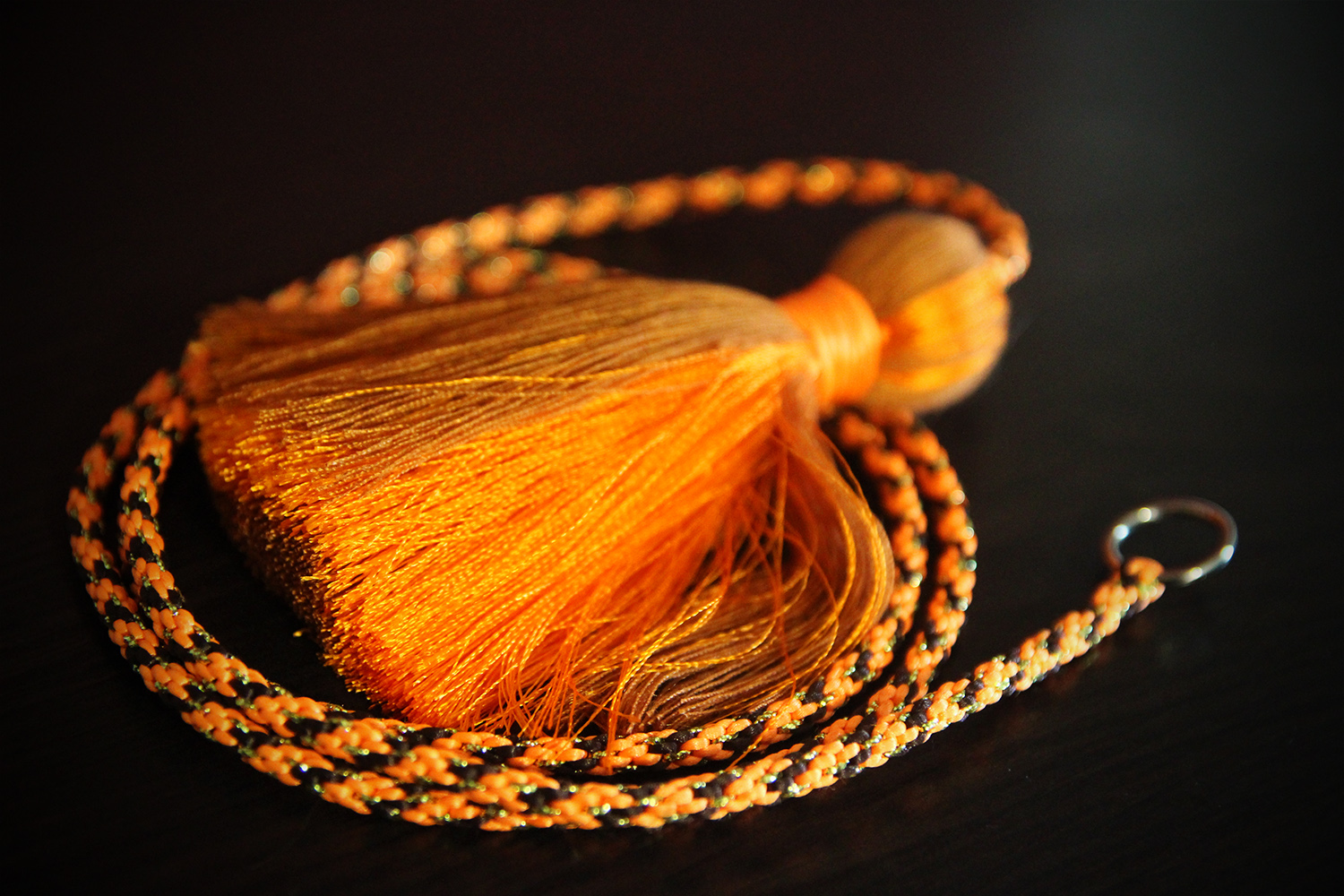
Ринговка с кисточкой из атласных нитей

Ринговки могут изготавливаться из синтетических, вощёных хлопчатобумажных или кожаных шнуров и прочных цепочек. Удавка или ошейник ринговки должна иметь возможность фиксации на затылке или шее собаки, чтобы при наклоне головы не слетела с собаки самопроизвольно. В качестве фиксатора используются петли, кольца, зажимы или карабины. Нашейная часть может представлять единое целое с поводком или крепиться к нему с помощью карабина. Диаметр поводка ринговки, конструкция удавки и фиксаторы должны подходить к габаритам и темпераменту собаки и соответствовать стилю показа, принятому в каждой породе и в каждой стране.

## Выбор ринговки
Выбор ринговки зависит от специфики породы, степени подготовленности и стиля показа собаки, а также от вкуса хендлера.

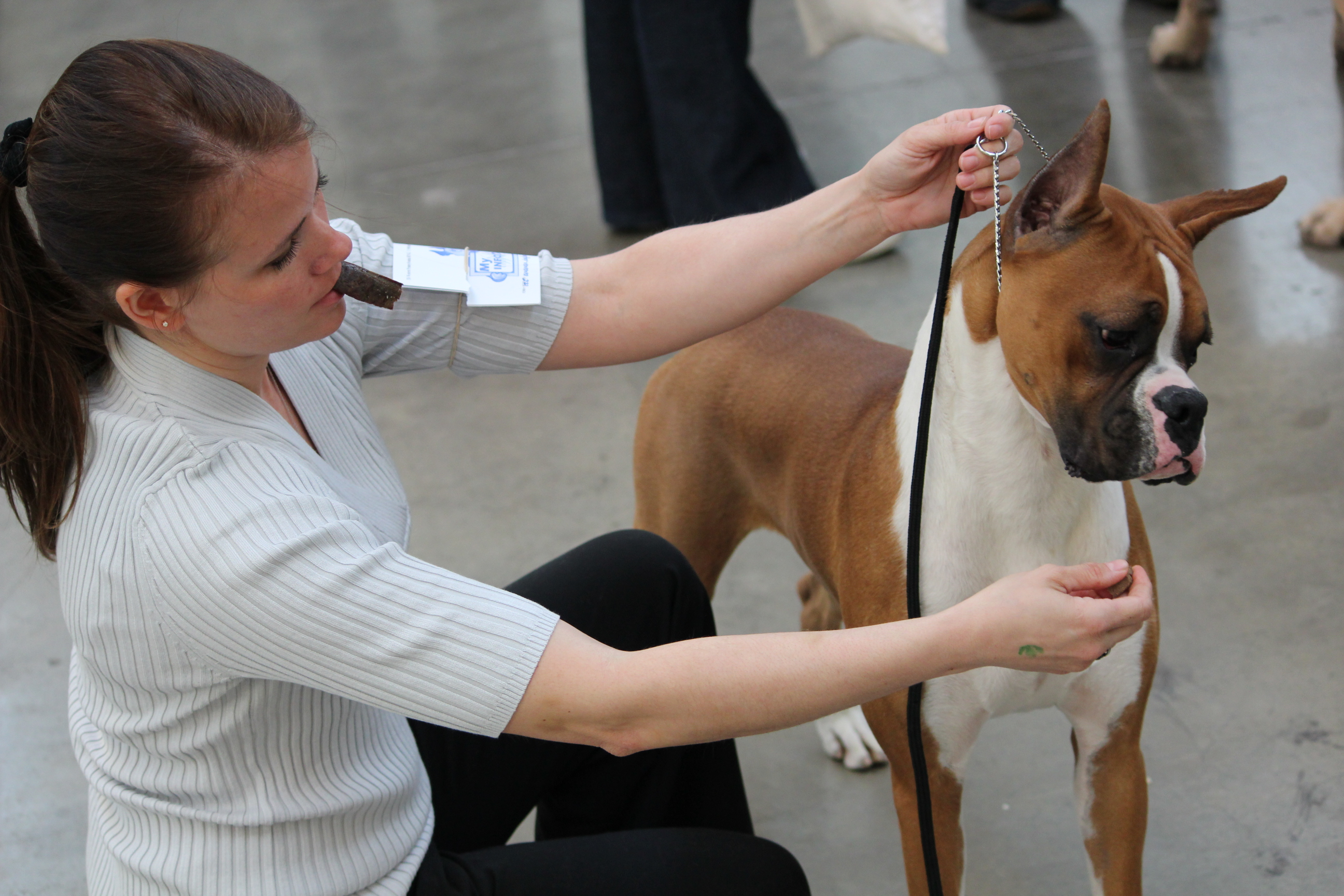
Боксёр на ринговке с удавкой-цепочкой

Многие собаки при показе бегут впереди хендлера. Для данных пород длина поводка должна быть удобной. Для маленьких пород собак подходят тонкие кожаные и капроновые ринговки. Для гладкошёрстных пород, таких как родезийский риджбек, стаффордширский терьер, бульмастиф, доберман, подходят цепочки тонкого плетения.
Ретриверов часто выставляют на специальных шнурах-удавках, позволяющих собакам легко двигаться и вставать в свободную стойку перед хендлером. Некоторых крупных собак иногда выводят в ринг на широких ошейниках, которые подчеркивают массивность собаки или складки кожи на её шее. Ринговки с расширением под шею очень удобны для собак с чувствительной кожей или для щенков. Если ринговка используется не для тренировки собаки, а для показа в шоу, то она должна быть наименее заметна на собаке и не отвлекать внимание эксперта.
Специальных правил, каким должен быть данный аксессуар, не существует, но правилами МКФ оговаривается манера управления ринговкой. Собаку следует показывать на свободной ринговке, чтобы собака могла продемонстрировать свои породные движения в естественной манере. Запрещается туго затягивать ринговку на шее и подтягивать вверх животное. Ринговки со скользящей петлёй должны иметь ограничивающий фиксатор. Собака должна показываться на свободной (не затянутой и не натянутой) ринговке, на естественном аллюре, с демонстрацией правильных породных движений.